# Уголькова, Мария Юрьевна
Мари́я Ю́рьевна Уголько́ва (род. 18 июля 1989, Москва) — российская и швейцарская пловчиха, призёр чемпионата Европы 2018 в Глазго. Специализируется на коротких дистанциях комплексным плаванием. Мастер спорта международного класса (плавание, вольный стиль, баттерфляй).

## Биография
В 16 лет вместе с матерью-тренером, которую пригласили работать в Швейцарию в клуб Лугано, покинула Россию. Первое время принимала участие в составе национальной команды России.
Участвовала в Чемпионате мира 2009 года по водным видам спорта в Риме. В эстафете 4×100 м вольным стилем был установлен рекорд России.
Принимала участие в чемпионате Европы 2012 по водным видам спорта, на чемпионате мира по водным видам спорта 2015 года, на чемпионате мира по плаванию на короткой воде 2016, на чемпионате Европы по водным видам спорта 2016 года.
На летних Олимпийских играх 2016 года в Рио-де-Жанейро, приняла участие в трёх видах программы: эстафета 4×100 м вольным стилем, 200 м комплексным плаванием и 100 м комплексным плаванием.
В 2018 году на чемпионате Европы в Глазго впервые в карьере завоевала медаль в личном первенстве: на 200 м комплексным плаванием.